# Memorias del desarrollo
Memorias del desarrollo (del inglés: Memories of development) es un largometraje cubano independiente. Fue escrito y dirigido por Miguel Coyula, y está basado en la novela homónima de Edmundo Desnoes, también autor de la novela Memorias del Subdesarrollo. La película se estrenó en el festival de Sundance del 2010 y luego obtuvo varios premios en festivales internacionales. La Guía de Cine Internacional la eligió como la mejor película cubana del año, y la describe como una de las mejores películas cubanas de todos los tiempos.

## Argumento
Un intelectual cubano abandona la revolución y el subdesarrollo solo para 
encontrar que no encaja en su nueva vida en el desarrollo.  Retrato de un 
hombre alienado, sin política e ideología definidas, enfrentando el 
envejecimiento, el deseo y la imposibilidad del individuo de pertenecer en 
ninguna sociedad. 
La narrativa del filme es un collage de recuerdos, ensoñaciones, compuestos de 
ficción, animación, y elementos documentales manipulados y ensamblados de 
una manera que sugiere la manera en que opera la memoria personal subjetiva, 
la película está basada en la novela homónima de Edmundo Desnoes, segunda 
parte del díptico iniciado con Memorias del Subdesarrollo en 1967. 

## Reconocimientos
- Elegida por el International Film Guide como la Mejor Película Cubana del año 2011
- Elegida entre las 10 mejores películas Cubanas del año 2010 por la Asociación Cubana de Prensa Cinematográfica (ACPC)
- Elegida como Mejor Película del año 2010 en la revista "Cinema Without Borders"

## Premios
- Premio del Público a Mejor Película Extranjera, Arraial CineFest, Brasil, 2012[2]
- Mejor Largometraje de Ficción, Festival Mundial de Cine Extremo San Sebastián de Veracruz, México, 2012
- Biznaga de Plata a Mejor Director latinoamericano, Festival de Málaga, España 2011[3]
- Premio Cine Latino, Washington D. C. Independent Film Festival, USA, 2011[4]
- Premio Especial del Jurado, El Almacén de la Imagen, Cuba, 2011
- Premio de la Asociación Cubana de Prensa Cinematográfica, Premios Caracol, Cuba, 2011
- Mención, Premios Caracol, Cuba 2011
- Premio Especial, Encuentro Nacional de Video, Cuba, 2011
- Premio UNEAC, Encuentro Nacional de Video, Cuba, 2011
- Mejor Película, Muestra de Jóvenes Realizadores, Cuba, 2011[5]
- Mejor Música Original, Muestra de Jóvenes Realizadores, Cuba, 2011[5]
- Premio FIPRESCI-Cuba, Muestra de Jóvenes Realizadores, Cuba, 2011[5]
- Premio SIGNIS, Muestra de Jóvenes Realizadores, Cuba, 2011[5]
- Premio Editora Musical, Muestra de Jóvenes Realizadores, Cuba, 2011[5]
- Distinción Especial, Premios ACE, USA, 2011[6]
- Premio Semilla a la Innovación, Festival Cero Latitud, Ecuador, 2010[7]
- Mejor Película, Dallas Video Fest, USA, 2010[8]
- Mejor Largometraje, New Media Film Festival, USA 2010
- Mención Honorífica, Festival Internacional Cine Las Américas, USA, 2010
- Mejor Película, Havana Film Festival New York, USA, 2010

## Ficha artística
- Ron Blair (Sergio Garcet)
- Susana Pérez (Julia)
- Eileen Alana (Deirdre)
- Lester Martinez (Pablo)
- Dayana M Hernández (Ana María)
- Jorge Ali
- Wanda O'Connell
- Reb Fleming
- Trent Harris
- Jeff Pucillo